# Marta García López
Marta García López és una pilot d'automobilisme valenciana. Al 2016 va debutar en categories de monoplaces i va accedir a l'Acadèmia Renault Sport el 2017. Ha disputat les tres temporades de les W Series. Durant aquests tres anys va obtenir una victòria, quatre podis i va aconseguir la pole position en dos ocasions. Al 2023 es va proclamar campiona en la primera temporada de la F1 Academy amb l'equip Prema Racing. Al 2024 disputarà el Campionat de Fórmula Regional Europea.

## Carrera

### Inicis
Marta García va començar la seua carrera als esports del motor al kàrting, on va guanyar títols com el Karting Academy Trophy el 2015 i el Trofeo delle Industrie.

### Formula 4
La primera categoria de monoplaces en la qual va participar va ser al Campionat d'Espanya de F4, a les últimes curses de la competició l'any 2016, juntament amb l'equip Drivex. La seua millor posició en cursa va ser cinquena, fet que va aconseguir en cinc curses d'onze que va disputar, estant entre els cinc millors pilots en gairebé la meitat de les curses disputades.
Al 2017, va entrar a l'Acadèmia de Renault Sport i va participar un altre cop al campionat d'Espanya de F4, aquesta vegada amb l'escuderia MP Motorsport. Com la temporada anterior, el seu millor resultat va ser una cinquena posició, acabant novena al campionat de pilots. L'equip va decidir no comptar amb ella per a la següent temporada al no haver complert les expectatives d'acabar entre els tres primers pilots al campionat. Aquell mateix any també va disputar una ronda de la temporada de SMP Formula 4 amb MP Motorsport, puntuant en una de les tres carreres. També va competir en una ronda de la F4 NEZ a Moscou, on va acabar en sisena posició de dinou pilots.

### W Series
Després de no participar en categories de monoplaces durant el 2018, l'espanyola va ser part de la temporada 2019 de les W Series. Va assolir un podi a la primera carrera de la temporada, al Circuit de Hockenheimring, a l'acabar en tercera posició. En les dues següents rondes disputades als circuits de Zolder i Misano va finalitzar en quarta i sisena posició respectivament. Va aconseguir la pole position i la victòria de la quarta ronda, disputada al circuit de Norisring. Va acabar la temporada en quarta posició del campionat de pilots amb 66 punts.
Al 2021 va seguir al campionat, aquella temporada no va ser tan bona com l'anterior, llevat d'un podi aconseguit al Circuit de Spa Francorchamps. Els resultats feien dubtar la seva continuïtat a la competició i aquest fet se li va sumar la pèrdua de l'última carrera de la temporada per problemes de salut mental.
Va continuar al campionat però tot i no igualar els bons resultats de la primera temporada va assolir una pole position i una tercera posició en l'ultima carrera abans de cancel·lar-se la competició. Va acabar en sisè lloc al campionat de pilots entre Belén Garcia i Nerea Martí.

### F1 Academy
Al 21 de març del 2023 es va confirmar que Marta García competiria a la F1 Academy, una competició creada per a impulsar la participació de les dones al món del motor., amb l'equip Prema Racing.
El 21 d'octubre de 2023 guany`q la competició al Circuit d'Austin, als Estats Units, essent la primera campiona de la història de la categoria.

## Resum de carrera
| Temporada | Categoría                 | Equip                   | Carreras | Victòries | Poles | VR | Podis | Punts | Pos. |
| --------- | ------------------------- | ----------------------- | -------- | --------- | ----- | -- | ----- | ----- | ---- |
| 2016      | Campionat d'Espanya de F4 | Drivex                  | 11       | 0         | 0     | 0  | 0     | 0     | NC†  |
| 2017      | Campionat d'Espanya de F4 | MP Motorsport           | 20       | 0         | 0     | 0  | 0     | 70    | 9a   |
| 2017      | SMP Fórmula 4             | MP Motorsport           | 3        | 0         | 0     | 0  | 0     | 8     | 17a  |
| 2019      | W Series                  | Hitech GP               | 6        | 1         | 1     | 0  | 2     | 66    | 4a   |
| 2021      | W Series                  | Puma W Series Team      | 7        | 0         | 0     | 0  | 1     | 21    | 12a  |
| 2022      | W Series                  | Quantfury W Series Team | 7        | 0         | 1     | 0  | 1     | 45    | 6a   |
| 2023      | F1 Academy                | Prema Racing            | 21       | 7         | 5     | 6  | 12    | 278   | 1a   |

## Resultats

### W Series
| Any  | Equip                 | 1       | 2      | 3      | 4      | 5     | 6      | 7      | 8       | DC  | Punts |
| ---- | --------------------- | ------- | ------ | ------ | ------ | ----- | ------ | ------ | ------- | --- | ----- |
| 2019 | Hitech GP             | HOC 3   | ZOL 4  | MIS 6  | NOR 1  | ASS 9 | BRH 8  |        |         | 4a  | 66    |
| 2021 | Puma W Series Team    | SPI Ret | SPI 12 | SIL 12 | BUD 7  | SPA 3 | ZAN 18 | AUS 15 | AUS DNS | 12a | 21    |
| 2022 | CortDAO W Series Team | MIA 11  | MIA 9  | BAR 6  | SIL 18 | LEC 6 | BUD 4  | SIN 3  |         | 6a  | 45    |

### F1 Academy
| Any  | Equip        | 1   | 1   | 1   | 2   | 2   | 2   | 3   | 3   | 3   | 4   | 4   | 4   | 5   | 5   | 5   | 6   | 6   | 6   | 7   | 7   | 7   | Pos. | Punts |
| ---- | ------------ | --- | --- | --- | --- | --- | --- | --- | --- | --- | --- | --- | --- | --- | --- | --- | --- | --- | --- | --- | --- | --- | ---- | ----- |
| 2023 | Prema Racing | SPI | SPI | SPI | VAL | VAL | VAL | BAR | BAR | BAR | ZAN | ZAN | ZAN | MNZ | MNZ | MNZ | LEC | LEC | LEC | AUS | AUS | AUS | 1a   | 278   |
| 2023 | Prema Racing | 1   | 7   | 1   | 6   | 5   | 1   | 3   | 2   | 3   | Ret | 2   | 4   | 1   | 6   | 5   | 6   | 1   | 1   | 1   | Ret | 3   | 1a   | 278   |